# Tadeu Schmidt
Emanuel Tadeu Bezerra Schmidt, noto anche con lo pseudonimo di Tadeu (Natal, 18 luglio 1974), è un giornalista e conduttore televisivo brasiliano.

## Biografia
È fratello del giocatore di basket Oscar Schmidt e zio del giocatore di beach volley Bruno Schmidt. .
Ha iniziato la sua carriera professionale nel 1997 sulla stazione televisiva TV Globo. Nel 2000 è passato al team di cronaca sportiva di Globo Rio e negli anni successivi ha seguito numerosi eventi importanti, come le corse di Formula 1 e la Coppa del Mondo FIFA 2006. Alle Olimpiadi estive del 2008 a Pechino, è stato uno commentatori per la televisione brasiliana .
Nel 2005 ha assunto la conduzione del blocco sportivo nel programma mattutino Bom Dia Brasil e ha sviluppato un nuovo modo di presentare gli obiettivi del giorno e le notizie sportive. Nel 2007 è stato invitato a sviluppare un nuovo format per il tradizionale "quadro dos gols" del programma Fantástico, di cui da allora è conduttore. Dopo le Olimpiadi di Pechino, Schmidt ha lasciato il Bom Dia Brasil per dedicarsi interamente a Fantástico. Tuttavia i registi della Globo l'hanno anche scelto per presentare Big Brother Brasil.

## Vita privata
Sposato dal 2000, ha due figlie, Valentina e Laura.

## Televisione
- Fantástico (2013-2021)
- Big Brother Brasil (dal 2022)